# Dajta
Dajta (1899-ig Gocznód, szlovákul Jarná, korábban Gocnód, németül Gottesgnad)  Cífer településrésze, korábban önálló falu Szlovákiában, a Nagyszombati kerületben, a Nagyszombati járásban.

## Fekvése
Nagyszombattól 11 km-re délnyugatra, a Gidra patak partján fekszik.

## Története
Vályi András szerint "GOCZNOD. Gottesgnad. Tót falu Posony Vármegyében, földes Ura G. Pálfy Uraság, lakosai katolikusok, fekszik Gidra vize mellett, Báhonynak szomszédságában, Nagy Szombathoz egy, és 1/4 mértföldnyire. Szántó földje közép termékenységű, de legelője, ’s réttye igen kevés, erdeje semmi sints, vagyonnyainak eladására jó módgya van, második Osztálybéli."
Fényes Elek szerint "Gocznód, (Gottesgnad), tót falu, Pozsony az uj rend. sz. F. Nyitra vármegyében, Czifer mellett, a Gidra patakjánál. Számlál 137 kath. lakost. Róna határja kicsiny, de jó. F. u. gr. Pálffy Ferencz."
Pozsony vármegye monográfiája szerint "Dejte, a Kis-Kárpátok alatt fekszik. Tót kisközség s 219 házában 1251 róm. kath. vallású lakos él. Hajdan a jókői vár tartozéka volt. Nyitra vármegye határán fekszik és a Blava patak szeli át. Hajdan a Blava patak túlsó része Nyitrához, innenső része pedig Pozsonyhoz tartozott. Az 1553-iki portális összeírásban Losonczy Istvánnak 20 portája fizet adót. Ez időben Dyechticz volt a neve, később pedig Dechticze. 1590-ben Rákóczy Zsigmond zálogos-birtoka volt, azután Forgách Zsigmond lett az ura, majd Csáky Ferencz gróf, Maholányi János és neje, Horváth-Simonich János és neje és az Erdődyek birták. Most Pálffy József grófnak van itt nagyobb birtoka és messze földön híres haltenyésztése. 1626 szeptember 12-én császári lovasok támadták meg a községet. 1644-ben Puchaim császári vezér három napig időzött itt seregével. 1663. szeptember 3-án a törökök támadtak a községre, és 35 lakosát rabszíjra fűzve elhurczolták. 1683-ban Károly lotharingiai herczeg salva guardiát adott a község lakosainak. A község a XVI. század elején szabadalmakat nyert és 1623-ban már mezővárosként van említve. A Rákóczy-féle szabadságharcz idején lakosait a császáriak súlyosan sanyargatták. 1869-ben tűz pusztította el és a tűznek a templom is áldozatul esett; de ezt a hívek, Pálffy József gróf bőkezű segítségével, ismét felépítették. 1771-ben papirgyár is keletkezett itt, mely 1885-ben leégett. Két katholikus temploma közül az egyik, mely e község északi részén, dombtetőn fekszik, a Batthyány-féle can. visitatio szerint már ősrégi és állítólag 1172-ben épült, habár a régisége ma már alig látszik rajta. A mai plébánia-templom, a torony alatti ajtókőkeretében olvasható felirat szerint, 1612-ben épült. Ez a templom égett le és épült föl újra. A templomot az Erdődy grófi család építtette, a hagyomány szerint egy régibbnek a helyén. Az egyháznak nagyon szép és becses renaissance-stilű úrfelmutatója van 1663-ból és egy aranyozott ezüst-kelyhe 1642-ből. Dejtéhez tartoznak Felsőszkalova, Alsószkalova, Szentkatalin puszta, Szegedin major, Neuwirth és Oravetz malom, Krajcsik lakház és Erdőház vadászkastély. Ez utóbbi körben épített épületcsoport, benne az emeletes kastélylyal. Erdődy József gróf kanczellár építtette 1774–75-ben, a mikor itt 700 holdas vadaskertet alkotott. 1808. október 11-én és 12-én Ferencz király és neje is itt időztek. A községnek van postája és távírója, vasúti állomása pedig Nádason van."
A trianoni békeszerződésig Pozsony vármegye Nagyszombati járásához tartozott.

## Népessége
1910-ben 228, túlnyomórészt szlovák anyanyelvű lakosa volt.
1974-ben Cíferhez csatolták. Lakói főként mezőgazdasággal foglalkoznak.
2001-ben Cífer 3806 lakosából 3753 szlovák volt.
Jelenleg 59 házában 105 lakos él.

## Nevezetességei
- Sázavai Szent Prokop tiszteletére szentelt kápolnája a 18. században épült. Báhony filiája.